# Dörschkehmen

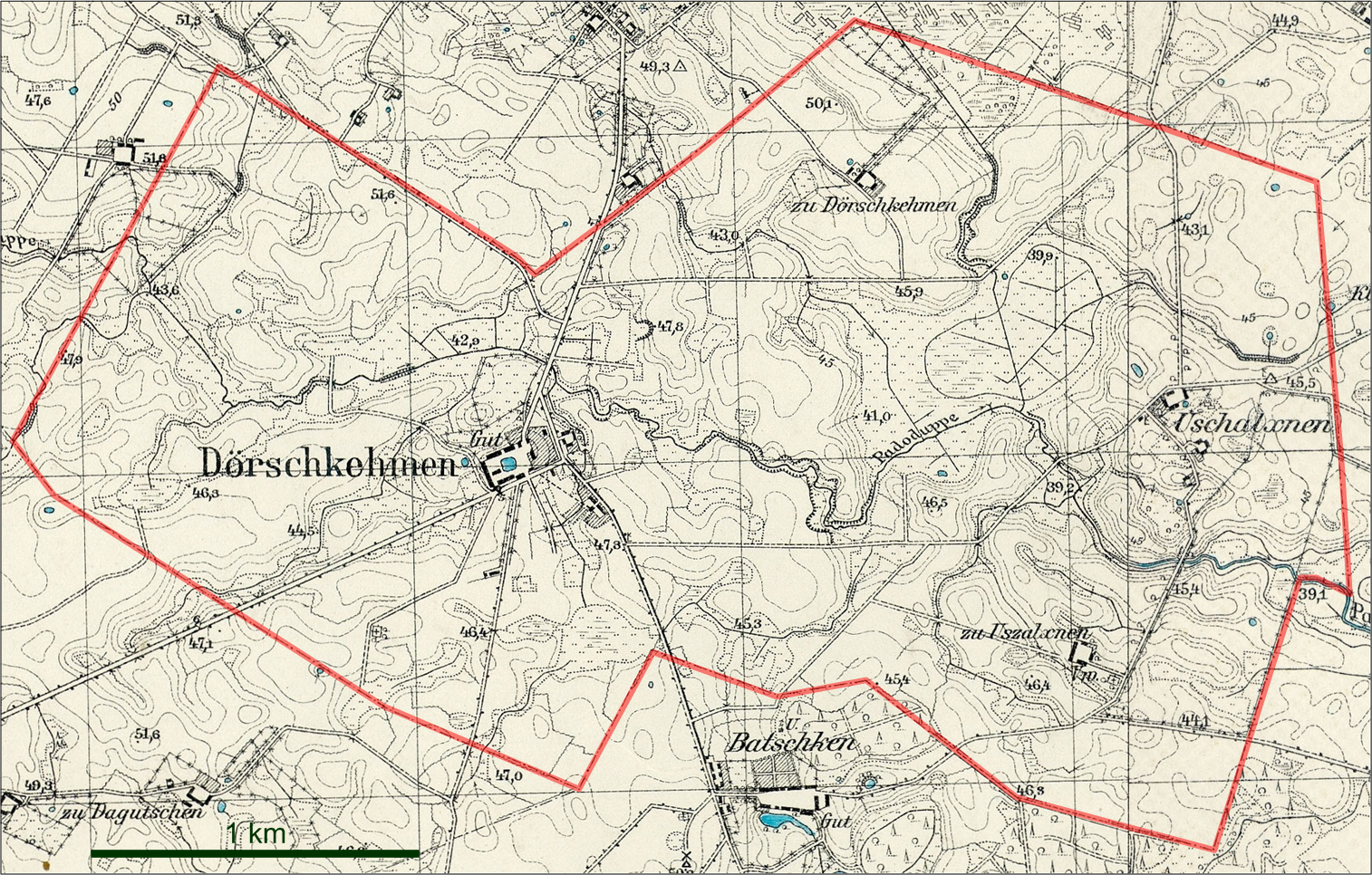
Die Gemeinde Dörschkehmen auf zwei Messtischblättern von 1931 und 1937

Dörschkehmen, 1938 bis 1945: Derschau (Ostpr.), litauisch Diržkiemis, ist ein verlassener Ort im Rajon Krasnosnamensk der russischen Oblast Kaliningrad.
Die Ortsstelle befindet sich acht Kilometer östlich von Dobrowolsk (Pillkallen/Schloßberg) an einem Weg, der bei der Ortsstelle des ehemaligen Dorfes Willuhnen von der Regionalstraße 27A-012 (ex R 509) nach Süden abzweigt.

## Geschichte

### Dörschkehmen

#### Frühe Neuzeit und 19. Jahrhundert
Die Domäne Dörschkehmen war eine Gründung unter dem preußischen König Friedrich Wilhelm I. im Zeitraum von 1719 bis 1723 und entstand aus den Ländereien der wüsten Dörfer Lapenischken und Mehlschicken. Dabei übernahm der Ort 1723 gleich die Rolle eines Domänenamtes. 1874 wurde der Gutsbezirk Dörschkehmen in den neu gebildeten Amtsbezirk Willuhnen im Kreis Pillkallen eingegliedert.

#### 20. Jahrhundert
1928 wurde der Gutsbezirk Dörschkehmen mit der Landgemeinde Uszalxnen (siehe unten) zur neuen Landgemeinde Dörschkehmen zusammengeschlossen. 1938 wurde Dörschkehmen in Derschau (Ostpr.) umbenannt. Derschau war der Name eines Offiziers aus der Zeit von Friedrich Wilhelm I. 1945 kam der Ort in Folge des Zweiten Weltkrieges mit dem nördlichen Ostpreußen zur Sowjetunion. Einen russischen Namen erhielt er nicht mehr.

#### Einwohnerentwicklung
| Jahr | Einwohner | Bemerkungen                                |
| ---- | --------- | ------------------------------------------ |
| 1867 | 118       |                                            |
| 1871 | 109       |                                            |
| 1885 | 122       | davon in Krug und Schmiede Dörschkehmen 15 |
| 1905 | 77        |                                            |
| 1910 | 95        |                                            |
| 1925 | 98        |                                            |
| 1933 | 110       | einschließlich Uszalxnen                   |
| 1939 | 92        |                                            |

### Uszalxnen (Kleinderschau)

#### Neuzeit
Um 1780 war Uszalxnen ein königliches Bauerndorf. 1874 kam auch die Landgemeinde Uszalxnen in den Amtsbezirk Willuhnen. 1928 ging die Landgemeinde Uszalxnen in der neu gebildeten Landgemeinde Dörschkehmen auf. Dort erhielt der Ortsteil 1936 die neue Schreibweise Uschalxnen und wurde 1938 in Kleinderschau umbenannt.

#### Einwohnerentwicklung
| Jahr | Einwohner | Bemerkungen         |
| ---- | --------- | ------------------- |
| 1867 | 48        |                     |
| 1871 | 39        | davon im Vorwerk 17 |
| 1885 | 43        | davon im Vorwerk 15 |
| 1905 | 49        | davon im Vorwerk 20 |
| 1910 | 26        |                     |

## Kirche
Dörschkehmen/Derschau und Uszalxnen/Kleinderschau gehörten zum evangelischen Kirchspiel Willuhnen. Die Kirche in Willuhnen wurde im 18. Jahrhundert erbaut und diente als zentrale Pfarrkirche für die umliegenden Dörfer.